# Кокшетау (национальный парк)
Государственный национальный природный парк «Кокшетау» (каз. «Көкшетау» мемлекеттік ұлттық табиғи паркі) — национальный парк в Зерендинском районе Акмолинской области и Айыртауском районе Северо-Казахстанской области Казахстана. Образован согласно Постановлению Правительства РК № 415 от 10 апреля 1996 года.

## Общие сведения
Площадь составных частей территории ГНПП «Кокшетау» сведена в таблицу.
| Структурные территориальные подразделения                 | Площадь территории |
| --------------------------------------------------------- | ------------------ |
| Зерендинское региональное отделение (пос. Красный Кордон) | 36,7 тыс. га       |
| Арыкбалыкское региональное отделение (пос. Горный)        | 52,7 тыс. га       |
| Шалкарское региональное отделение (с. Лобаново)           | 35,5 тыс. га       |
| Айыртауское региональное отделение (Айртауский лесхоз)    | 46,2 тыс. га       |
| Дубравский воспроизводственный участок (кордон Мостовой)  | 10,9 тыс. га       |
| Зерендинский воспроизводственный центр по биоразнообразию |                    |

Основные задачи национального парка:
- сохранение эталонных и уникальных природных комплексов и объектов, а также памятников истории, культуры и других объектов культурного наследия;
- разработка и внедрение научных методов сохранения природных комплексов в условиях рекреационного использования;
- восстановление нарушенных природных и историко-культурных комплексов и объектов;
- организация экологического просвещения населения;
- ведение экологического мониторинга.

## Географическое положение
Национальный парк расположен приблизительно в 60 км юго-западнее города Кокшетау, на территории Айыртауского и Зерендинского районов Акмолинской области. На его территории расположены озёра Шалкар и Зеренди, пик Айыртау. Хребтово-холмистые равнинные земли сочетаются с гранитными вершинами и бугристыми возвышенностями.

## Климат
Климат резко континентальный. Диапазон температур января составляет от −5 до −35 °C, июля — от +3 до +27 °C. Годовое количество осадков в равниной части составляет 250—310 мм, в возвышенной — до 440 мм. Летом обычны ливни и грозы.
Короткая весна, сухая и прохладная, обычно начинается во второй половине апреля. Весной нередки возвратные холода, задерживающие таяние снега. Заморозки наблюдаются до мая. Лето жаркое и сухое, с преобладанием юго-западных ветров. Осадки выпадают в виде редких, но интенсивных дождей. Средняя температура июня — 18-20 °C, абсолютный максимум — 38-40. Максимум осадков отмечается в начале осени. Осень пасмурная, нередко дождливая. Во второй половине сентября возможны заморозки, а падение температуры воздуха ниже +5 °C происходит в первой декаде октября. В конце октября выпадает первый снег. Зима суровая, холодная. Средние температуры января равняются −17-18 °C. Часты метели, спровоцированные циклонами, перемещающимися в северо-восточном направлении к северу Сибири.

## Флора и фауна
Территория национального парка относится к зоне лесостепных и степных природных зон. Растительность на территории национального парка богата разновидностями и тесно связана с ландшафтными особенностями всего региона. Растительность представлена следующими типами: лесная, степная, луговая. Поляны и долины рек между лесами покрыты злаковой растительностью. У подножия растут густые сосновые леса.
Животный мир государственного национального природного парка «Кокшетау» очень богатый. Фауна позвоночных животных насчитывает 282 вида. Они распределяются по классам следующим образом: млекопитающие — 47 видов, птицы — 216 видов, пресмыкающиеся — 7 видов, рыбы — 12 видов. Для местной фауны типичны лось, косуля, барсук, лисица, волк, лесная куница, белка, заяц, куропатка.
На территории национального парка находится 13 памятников природы республиканского значения: Зеленый мыс, Смольная сопка, Сопка «Стрекач», Малиновый мыс, Сопка «Пожарная», Сопка «Два брата», Острая сопка, Водопад с пещерой, Расколотая сопка, Остров озера Имантау («Казачий»), Сопка «Обозрение», Сопка «Котелок», Реликтовый массив.